# 井上武史 (経済学者)
井上 武史（いのうえ たけし、1971年1月26日 - ）は、日本の経済学者、都市政策論、地方財政論研究者、東洋大学教授。

## 経歴
福井県生まれ。千葉県流山市育ち。
1993年に横浜国立大学経営学部を卒業して、敦賀市役所に入り、税務課に配属される。1996年、福井県立大学大学院経済・経営学研究科地域経済経営政策専攻博士前期課程へ派遣され、1998年には同博士後期課程へ進学し、市役所では財政課に移り、勤務を続けながら研究に取り組んだ。2001年に「日本における港湾都市政策の展開－敦賀港の考察を中心として－」により、福井県立大学から博士（経済学）を取得した。その後、2007年に、企画調整課勤務となり、電源三法交付金関係業務、総合計画策定業務などに取り組む。
2007年に福井県立大学地域経済研究所助教となり、2009年に講師、2014年に准教授へ昇任した。
現在、東洋大学経済学部総合政策学科教授。

## おもな著作

### 単著
- 地方港湾からの都市再生、晃洋書房、2009年
- 原子力発電と地域政策－『国策への協力』と『自治の実践』の展開」、晃洋書房、2014年

## ラジオ出演
- FBCラジオキャンパス、2013年6月1日放送、テーマ 『敦賀港の昔と今』[3]
- FBCラジオキャンパス、2014年4月5日放送、テーマ 『地域力の研究』[4]